# Flying Fish Cove

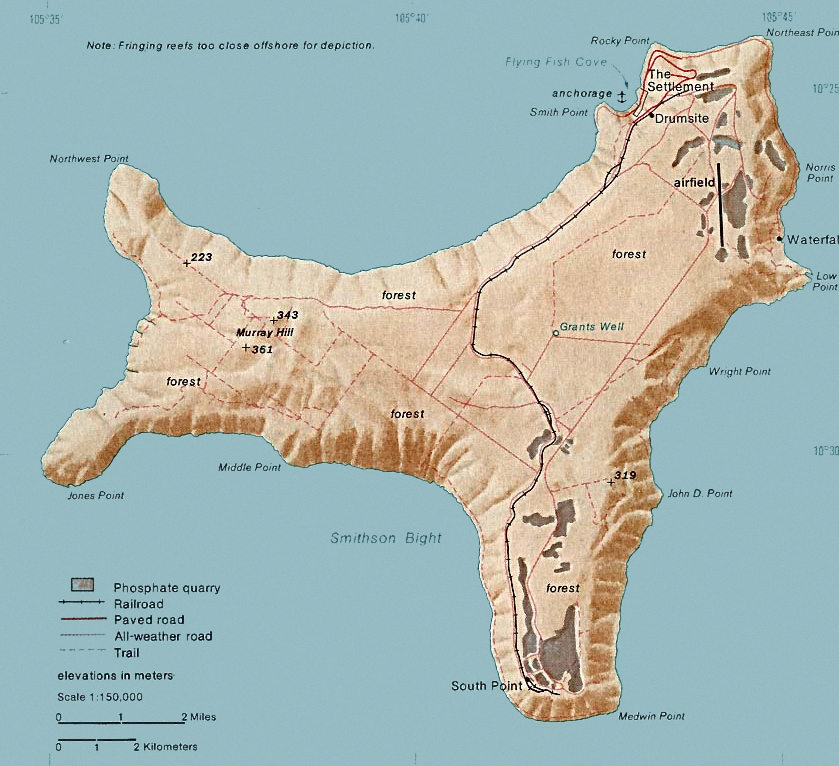
Địa hình đảo Giáng Sinh

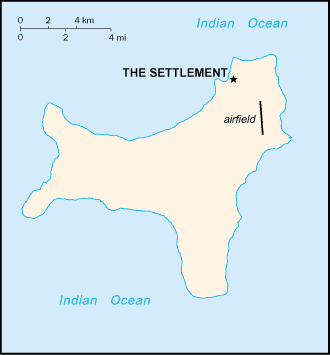
Bản đồ Quần đảo Giáng Sinh thể hiện vị trí của Flying Fish Cove ('The Settlement')

Flying Fish Cove là địa điểm định cư chính của đảo Giáng Sinh, Úc. Nhiều bản đồ chỉ thể hiện là "The Settlement". Đây là điểm định cư đầu tiên của người Anh trên đảo, được thiết lập vào năm 1888.
Khoảng một phần ba trong tổng số 1.600 dân của đảo sống tại Flying Fish Cove. Nó nằm ở phía đông bắc của đảo, có một nhỏ bến cảng phục vụ khách du lịch với những du thuyền, một sân bay cách vài km ở phía đông nam Flying Fish Cove.